# Витас, Юозас Томович
Юозас Томович Витас (лит. Juozas Vitas), при рождении Йонас Валунас (лит. Jonas Valūnas; 1899—1943) — один из руководителей антифашистского подполья в Литве в Великую Отечественную войну, Герой Советского Союза (посмертно).

## Биография
Родился в семье малоземельного крестьянина на хуторе под Алитусом. Окончил четырёхклассную сельскую школу. Коммунист с 1919 года, участник гражданской войны.
В 1920 году призван в литовскую армию, во время службы в 7-м пехотном полку организовал партийную ячейку, но был арестован. Решением военного трибунала был приговорён к смертной казни, но при помощи солдат-единомышленников был освобождён из помещения гауптвахты и с помощью коммунистической партии Литвы в августе 1921 приехал в РСФСР.
В 1921 году поступил в Коммунистический университет в Москве.
В 1928—1932 годы учился в Московском государственном электромашиностроительном институте, с отличием защитил диплом инженера-электрика; затем работал инженером в Дзержинске, директором энергетического училища в Ленинграде.
С 1940 года — председатель Вильнюсского горисполкома, затем был заместителем начальника энергоуправления Наркомата коммунального хозяйства Литовской ССР.
В феврале 1943 года был один из организаторов подпольной организации «Союз освобождения Литвы». В начале мая 1943 года на совещании в Вильнюсе был создан Вильнюсский подпольный горком партии, в состав которого он был включён на должность секретаря горкома.
19 июня 1943 года был выдан предателем и после пыток был казнён нацистами.

## Награды
- Медаль «Золотая Звезда» (звание Героя Советского Союза присвоено 8 мая 1965 года)
- Орден Ленина

## Память
- памятник в городе Алитус[1].
- После войны именем Витаса в Вильнюсе была названа улица[1] Святого Казимира (в настоящее время переименована, имеет название улица Швянто Казимеро).
- В городе Орле в его честь было названо трамвайное депо, так как именно он возглавлял трест «Орловский городской трамвай» в 1934 году.